# Atelopus eusebiodiazi
Atelopus eusebiodiazi е вид земноводно от семейство Крастави жаби (Bufonidae). Видът е критично застрашен от изчезване.

## Разпространение
Видът е ендемичен за северозападната част на Перу.